# Криквиль-ан-Ож
Крикви́ль-ан-Ож (фр. Cricqueville-en-Auge) — коммуна во Франции, находится в регионе Нижняя Нормандия. Департамент коммуны — Кальвадос. Входит в состав кантона Дозюле. Округ коммуны — Лизьё.
Код INSEE коммуны — 14203.

## Население
Население коммуны на 2010 год составляло 185 человек.
| 1962 | 1968 | 1975 | 1982 | 1990 | 1999 | 2010 |
| ---- | ---- | ---- | ---- | ---- | ---- | ---- |
| 136  | 120  | 124  | 102  | 125  | 155  | 185  |

## Экономика
В 2010 году среди 116 человек трудоспособного возраста (15—64 лет) 92 были экономически активными, 24 — неактивными (показатель активности — 79,3 %, в 1999 году было 78,5 %). Из 92 активных жителей работали 85 человек (46 мужчин и 39 женщин), безработных было 7 (3 мужчин и 4 женщины). Среди 24 неактивных 9 человек были учениками или студентами, 9 — пенсионерами, 6 были неактивными по другим причинам.